# Saper vedere l'architettura
Saper vedere l'architettura è un saggio sull'architettura di Bruno Zevi. La prima pubblicazione risale al 1948 per la casa editrice Enaudi.
Esso tratta di come concepire l'architettura e la concezione spaziale attraverso i secoli e secondo diverse interpretazioni. L'attuale edizione (la ventunesima) è corredata da 20 tavole fuori testo raffiguranti gli edifici citati.

## Contenuto
Il contenuto dell'opera per capitoli.

### L'ignoranza dell'architettura
In questo primo capitolo, dopo un breve biasimo riguardo al disinteresse del grande pubblico verso l'architettura, sintetizza la sua idea di architettura: la condizione indispensabile per la quale si possa parlare di architettura è la presenza di un ambiente interno abitabile e usufruibile per l'uomo. Le conseguenze di questa affermazione è che edifici fatti senza spazio interno (o con uno spazio irrilevante) non sarebbero architettura, bensì urbanistica: Zevi indicava come esempio lampante le Piramidi di Giza o il Vittoriale degli italiani, enormi "sculture" all'aperto, ma non architetture; nemmeno il tempio greco è architettura, poiché la sua limitata cella era destinata all'abitazione simbolica del dio e non all'uso degli individui, che svolgevano le cerimonie religiose all'esterno.

### Lo spazio protagonista dell'architettura
Questo capitolo completa il ragionamento affermando che l'architettura significa in primis vivere uno spazio interno dinamicamente. Questo aspetto la differenzia dalla scultura: davanti ad una statua ci si gira intorno e la si guarda mentre davanti ad una architettura non si può fare a meno di muoversi al suo interno e di viverla.

### La rappresentazione dello spazio
Zevi descrive la tecnica della pianta e del prospetto dimostrando con molti esempi che, per quanto precise, queste tecniche non possono mostrare appieno lo spazio percepibile. Egli indica come i migliori strumenti (ma comunque non perfetti) la fotografia e la videoripresa perché più si avvicinano all'esperienza di un essere umano.

### Le diverse età dello spazio
In questo lungo capitolo Zevi analizza le principali epoche soffermandosi sulla concezione dello spazio di ogni periodo. Egli analizza l'architettura greca, romana, paleocristiana, bizantina, preromanica, romanica, gotica, rinascimentale, cinquecentesca, barocca, ottocentesca e moderna. Come egli stesso afferma questa parte non ha le pretese di essere una storia dell'architettura ma di descrivere con efficace immediatezza la concezione spaziale attraverso esempi di edifici iconici.

### Le interpretazioni dell'architettura
L'autore spiega come l'architettura possa essere descritta secondo diverse interpretazioni. Quelle che egli analizza e descrive compiutamente sono: l'interpretazione politica, filosofico-religiosa, scientifica, economico-sociale, materialistica, tecnica, fisio-psicologica, formalista e spaziale. Conclude però affermando che l'ultima, l'interpretazione spaziale, è la base per le precedenti e al contempo le racchiude tutte.

### Per una storia moderna dell'architettura
Zevi disapprova la moderna critica architettonica che troppo spesso è fatta da critici d'arte che usano gli stessi parametri usati per giudicare quadri anche per gli edifici.